# فولکلور ایالات متحده
فولکلور آمریکایی شامل فولکلورهایی است که در ایالات متحده امروزی عمدتاً از زمان استعمار اروپا در آمریکا تکامل یافته است. همچنین حاوی فولکلورهایی است که به دوران پیشاکلمبی باز می گردد. 
فولکلور شامل افسانه ها، موسیقی، تاریخ شفاهی، ضرب‌المثل ها، جوک ها، باورهای عامه، قصه پریان، داستان ها، داستان های بلند و آداب و رسومی است که سنت های یک فرهنگ، خرده‌فرهنگ یا گروه هستند.  همچنین مجموعه ای از شیوه هایی است که از طریق آن ژانرهای بیانی به اشتراک گذاشته می شوند.

## تاریخ
رویدادهای تاریخی که بخشی از فولکلور آمریکایی را تشکیل می دهند عبارتند از: کشتار بوستون، مهمانی چای بوستون، سواری پل ریویر، نبرد آلامو، محاکمات جادوگری در سیلم، جنگ با اسلحه در O.K.  کورال، تب طلا در کالیفرنیا، نبرد لیتل بیگ‌هورن، نبرد گتیسبرگ، حمله به پرل هاربر، و حملات 11 سپتامبر.